# Priscila González Carrillo
Priscila Verónica González Carrillo (Linares, 28 de julio de 1992) es una profesora, política, activista social, feminista y de los derechos humanos chilena. Entre el 11 de marzo de 2022 y el 1 de septiembre de 2023 se desempeñó como Delegada Presidencial Provincial de Linares bajo la administración de Gabriel Boric.

## Biografía
Cursó su enseñanza básica en la Escuela Salomón Salman Dabud y su educación media en el Liceo Valentín Letelier de Linares. Egresó de la Universidad Metropolitana de Ciencias de la Educación (ex-Pedagógico) como profesora de Educación Básica en Lenguaje y Comunicación, lugar en donde se integró a la movilización estudiantil en Chile de 2011.
Dio clases de lenguaje en cursos de educación secundaria para adultos en la Universidad Popular Patricio Manzano (espacio nacido en el campus Beauchef de la Universidad de Chile durante el año 2015). Ha dictado clase en diversas escuelas de Linares y Peñalolén.
Es monitora en prevención de la violencia contra las mujeres, activista feminista y mediadora de Lectura, formada en la Escuela de Líderes Políticas de Sernameg. Además es cofundadora del colectivo Mujeres por Linares.

## Carrera política

### Candidaturas a constituyente y diputada
Se inscribió como candidata independiente para las elecciones constituyentes del 15 y 16 de mayo por la "Lista del Pueblo Maule Sur". Obtuvo 7.802	votos, correspondientes al 7,01% de los votos, quedando fuera por la ley de paridad de género y tuvo que ceder el cupo a su compañero de lista y actual constituyente Fernando Salinas. Obtuvo gran apoyo de los movimientos sociales de las provincias de Cauquenes y Linares, al tener un rol visible en las manifestaciones del "estallido social" de Chile en 2019.
Participó en las elecciones parlamentarias de Chile de 2021 por el pacto Apruebo Dignidad. Siendo independiente, ocupó el cupo del Partido Comunista de Chile, obteniendo el 3,96% de los votos, sin resultar electa.

### Gobierno de Gabriel Boric
Tras la derrota en las elecciones parlamentarias, intensifica los acercamientos con el conglomerado Apruebo Dignidad, participando activamente en la campaña presidencial del candidato de la coalición, Gabriel Boric.
Tras la victoria de Boric es propuesta por el Partido Comunista para ocupar el cargo de Delegada Presidencial Provincial de  Linares, siendo confirmada en el cargo, junto a los otros 39 delegados, por medio de un comunicado público el 28 de febrero de 2022. Asumió el cargo el 11 de marzo de 2022, junto con el inicio formal de la administración del presidente Boric.
El 1 de septiembre de 2023 se acepta su renuncia al cargo, siendo sustituida por Aly Valderrama.

## Historial electoral

### Elecciones de convencionales constituyentes de 2021
- Elecciones de convencionales constituyentes de 2021, para convencional constituyente por el distrito N.º 18 (Cauquenes, Chanco, Colbún, Linares, Longaví, Parral, Pelluhue, Retiro, San Javier, Villa Alegre y Yerbas Buenas).

| Candidato                  | Pacto                         | Partido | Votos  | %     | Resultado    |
| -------------------------- | ----------------------------- | ------- | ------ | ----- | ------------ |
| Patricia Labra Besserer    | Vamos por Chile               | RN      | 11 890 | 10,68 | Convencional |
| Francisca Arauna Urrutia   | La Lista del Pueblo Maule Sur | ILZD    | 11 777 | 10,58 | Convencional |
| Consuelo Veloso Ávila      | Apruebo Dignidad              | RD      | 8 506  | 7,64  |              |
| Priscila González Carrillo | La Lista del Pueblo Maule Sur | ILZD    | 7 802  | 7,01  |              |
| Fernando Salinas Manfredin | La Lista del Pueblo Maule Sur | ILZD    | 7 415  | 6,66  | Convencional |
| María Hormázabal Carvajal  | Vamos por Chile               | UDI     | 6 950  | 6,24  |              |
| Ricardo Montero Allende    | Lista del Apruebo             | PS      | 6 139  | 5,51  | Convencional |
| Leory Ibáñez Huenur        | Vamos por Chile               | RN      | 6 051  | 5,44  |              |

### Elecciones parlamentarias de 2021
- Elecciones parlamentarias de 2021, candidato a diputado por el distrito N.º 18 (Cauquenes, Chanco, Colbún, Linares, Longaví, Parral, Pelluhue, Retiro, San Javier, Villa Alegre y Yerbas Buenas).[9]

| Candidato                  | Pacto                          | Partido | Votos  | %     | Resultado |
| -------------------------- | ------------------------------ | ------- | ------ | ----- | --------- |
| Jaime Naranjo Ortíz        | Nuevo Pacto Social             | PS      | 15 023 | 12,74 | Diputado  |
| Paula Labra Besserer       | Chile Podemos Más              | ILAA    | 13 044 | 11,06 | Diputada  |
| John Sancho Bichet         | Chile Podemos Más              | RN      | 10 026 | 8,50  |           |
| Consuelo Veloso Ávila      | Apruebo Dignidad               | RD      | 8 903  | 7,55  | Diputada  |
| Jonathan Norambuena Barros | Nuevo Pacto Social             | ILAH    | 8 922  | 7,57  |           |
| Gustavo Benavente Vergara  | Chile Podemos Más              | UDI     | 8 114  | 6,88  | Diputado  |
| Rolando Rentería Möller    | Chile Podemos Más              | UDI     | 7 957  | 6,75  |           |
| Jorge Rojas Carvajal       | Partido de la Gente            | PDG     | 5 419  | 4,60  |           |
| Paula Nuche Garrido        | Independiente (Fuera de Pacto) | Ind.    | 4 855  | 4.12  |           |
| Rosa Catrileo Araneda      | Frente Social Cristiano        | PRCh    | 4 748  | 4,03  |           |
| Priscila González Carrillo | Apruebo Dignidad               | ILAR    | 4 675  | 3,96  |           |
| Francisco Pinochet Rojas   | Apruebo Dignidad               | RD      | 3 596  | 3,05  |           |
| Claudia Aravena Lagos      | Nuevo Pacto Social             | PDC     | 2 565  | 2,18  |           |